# Zagłębie Lubin (piłka ręczna kobiet)
KGHM MKS Zagłębie Lubin – polski żeński klub piłki ręcznej, powstały w 1982 w Lubinie. Szęściokrotny Mistrz Polski w sezonach 2010/11, 2020/21, 2021/22, 2022/23, 2023/2024, 2024/2025 oraz dziesięciokrotny zdobywca Pucharu Polski.

## Historia
Zagłębie Lubin awans do najwyższej klasy rozgrywkowej wywalczyło w sezonie 1989/1990. Pierwszy medal mistrzostw Polski (srebrny) wywalczyło w sezonie 1994/1995, kiedy trenerem drużyny był Roman Jezierski. W latach 90. lubińskie szczypiornistki wywalczyły jeszcze jeden medal – w sezonie 1995/1996 zajęły w lidze 3. miejsce. W 2000 trenerką zespołu została Bożena Karkut, pod wodzą której Zagłębie do 2023 roku zdobyło 19 kolejnych medali mistrzostw Polski.
Pierwszy sukces w postaci złotego medalu w rozgrywkach krajowych Zagłębie Lubin odniosło w sezonie 2010/2011. W fazie zasadniczej zespół odniósł 21 zwycięstw w 22 meczach, wyprzedzając o siedem punktów drugi w tabeli GTPR Gdynia. W ćwierćfinale play-off wyeliminował KSS Kielce (43:20; 38:33), natomiast w półfinale pokonał AZS Politechnikę Koszalińską (27:25; 34:21; 28:21). W finale zmierzył się z broniącym tytułu SPR-em Lublin. W dwóch pierwszych meczach, które rozegrano 7 i 8 maja 2011 w Lubinie, triumfowało Zagłębie (35:30; 33:30), w kolejnych dwóch, które odbyły się 14 i 15 maja 2011 w Lublinie, zwyciężył SPR (22:37; 28:33). O mistrzostwie Polski zadecydował więc piąty mecz, który rozegrano 20 maja 2011 w Lubinie – różnicą jednej bramki wygrało w nim Zagłębie (31:30) i to ono wywalczyło tytuł najlepszej drużyny w Polsce. Najwięcej bramek dla Zagłębia w piątym meczu finałowym zdobyła Karolina Semeniuk-Olchawa (11 goli), która była też najlepszą strzelczynią lubińskiej drużyny w całym sezonie (187 bramek). W kolejnych trzech sezonach Zagłębie Lubin zdobywało srebrne medale mistrzostw Polski, przegrywając w finałach z GTPR-em Gdynia (2011/2012) i SPR-em (MKS-em) Lublin (2012/2013 i 2013/2014). W sezonie 2016/2017, po reorganizacji rozgrywek i usunięciu fazy play-off, lubiński klub wrócił na podium, zdobywając dziesiąty srebrny medal mistrzostw Polski w swojej historii – odniósł 23 zwycięstwa, zanotował dwa remisy i poniósł siedem porażek, tracąc dwa punkty do zwycięskiego GTPR-u Gdynia, z którym przegrał w ostatnim meczu sezonu (decydującym o mistrzostwie Polski), rozegranym 17 maja 2017 w Gdyni (22:24).
Zagłębie Lubin ma w swojej kolekcji aż 21 medali Mistrzostw Polski, w tym cztery mistrzostwa Polski. Oprócz wspomnianego sezonu 2010/20211 Miedziowe zdobywały złoty medal trzy razy z rzędu w latach 2020, 2021 oraz 2022. Pomiędzy sezonami 2022/2023 a 2023/2024 lubinianki zanotowały fenomenalną passę wygranych meczów, która wynosiła aż 47 spotkań. W tym czasie KGHM MKS Zagłębie Lubin było zdecydowanym liderem rozgrywek z bardzo dużą przewagą nad resztą rywali. 
W europejskich pucharach Zagłębie Lubin zadebiutowało w sezonie 1993/1994, docierając do 1/8 finału Pucharu Miast. W sezonie 1999/2000 lubiński zespół doszedł w tych rozgrywkach do ćwierćfinału, w którym przegrał z norweskim Byåsen. W sezonie 2000/2001 Zagłębie osiągnęło swój największy sukces w rozgrywkach międzynarodowych – dotarło do półfinału Pucharu EHF, w którym 31 marca i 8 kwietnia 2001 zostało pokonane przez późniejszego zwycięzcę tych rozgrywek – MKS Lublin (16:31; 24:34). W sezonie 2001/2002 lubińskie szczypiornistki uczestniczyły w Pucharze Zdobywców Pucharów, odpadając z niego w półfinale po porażce 14 i 20 kwietnia 2002 z rosyjską Ładą Togliatti (20:34; 17:32). W sezonie 2011/2012 Zagłębie Lubin, jako mistrz Polski, przystąpiło do gry w turnieju kwalifikacyjnym do Ligi Mistrzyń, zorganizowanym w Głogowie. Lubińska drużyna przegrała z niemieckim Buxtehuder SV (26:27) i wygrała z portugalskim Gil Eanes-Lagos (40:25), nie wywalczając awansu.
W sezonie 2023/2024 po raz pierwszy w historii KGHM MKS Zagłębie Lubin zagrało w prestiżowych rozgrywkach Ligi Mistrzyń. Drużyna trenerki Bożeny Karkut zagrała w grupie B, z przeciwnikami, takimi jak: Team Esbjerg (Dania), Metz Handball (Francja), Rapid Bukareszt, Krim Mercator Lublana, Ikast Handbold (Dania) oraz Vipers Kristiansand (Norwegia) i FTC Rail-Cargo Hungaria (Węgry).

## Sukcesy
- Mistrzostwa Polski:
  -  1. miejsce (6x):  2010/2011, 2020/2021, 2021/2022, 2022/2023, 2023/2024, 2024/2025
  -  2. miejsce (13x): 1994/1995, 1999/2000, 2001/2002, 2005/2006, 2008/2009, 2009/2010, 2011/2012, 2012/2013, 2013/2014, 2016/2017, 2017/2018, 2018/2019, 2019/2020
  -  3. miejsce (4x): 1995/1996, 2000/2001, 2006/2007, 2007/2008[6]
- Puchar Polski:
  -  2008/2009 – zwycięstwo w finale z AZS-em Politechniką Koszalińską (27:23)
  -  2010/2011 – zwycięstwo w finale z GTPR-em Gdynia (33:32; po dogrywce)
  -  2012/2013 – zwycięstwo w finale z SPR-em Lublin (26:21)
  -  2016/2017 – zwycięstwo w finale ze Startem Elbląg (29:26)
  -  2018/2019 - zwycięstwo w finale z Pogonią Szczecin (25:19)
  -  2019/2020 - zwycięstwo w finale z Młyny Stoisław Koszalin (29:23)
  -  2020/2021 - zwycięstwo w finale z MKS Perła Lublin (24:15)
  -  2022/2023 - zwycięstwo w finale z Eurobud JKS Jarosław (34:25)
  -  2023/2024 - zwycięstwo w finale z MKS Perła Lublin (29:18)
  -  2024/2025 - zwycięstwo w finale z MKS Perła Lublin (28:24)

- Superpuchar Polski:
  -  1. miejsce (1x): 2024

- Puchar EHF:
  - 1/2 finału: 2000/2001[5]
- Puchar Zdobywców Pucharów:
  - 1/2 finału: 2001/2002[5]
- Królowe strzelczyń Ekstraklasy/Superligi w barwach Zagłębia Lubin (od 1999):
  - 1999/2000 – Natalia Wojtala (200 bramek)
  - 2011/2012 – Joanna Obrusiewicz (201 bramek)[7]

## Zawodniczki

### Kadra w sezonie 2024/25
Opracowano na podstawie materiału źródłowego.
| Bramkarki - 16. Barbara Zima - 99. Monika Maliczkiewicz Rozgrywające - 7. Malena Cavo - 49. Patricia Machado-Matieli - 47. Karolina Kochaniak-Sala - 14. Daria Przywara - 8. Mariane Fernandes - 3. Kinga Jakubowska - 81. Karolina Jureńczyk | Skrzydłowe - 6. Kinga Grzyb - 17. Adrianna Górna - 13. Natalia Janas - 22. Weronika Weber - 4. Aneta Promis Obrotowe - 20. Joanna Drabik - 6. Natalia Pankowska - 9. Goundouba Guirassy |

### Mistrzynie Polski z sezonu 2010/2011
| Mistrzowski skład Zagłębia Lubin w sezonie 2010/2011 (w nawiasie mecze i bramki) | Mistrzowski skład Zagłębia Lubin w sezonie 2010/2011 (w nawiasie mecze i bramki) |
| -------------------------------------------------------------------------------- | --- |
| Bramkarki                                                                        | Izabela Czarna (29/0) • Monika Maliczkiewicz (28/0) • Natallia Tsvirko (30/0) |
| Rozgrywające                                                                     | Jelena Bader (7/46) • Kinga Byzdra (29/137) • Natalia Ciepłowska (12/14) • Anna Lisowska (31/72) • Joanna Obrusiewicz (31/174) • Klaudia Pielesz (28/89) • Karolina Semeniuk-Olchawa (31/187) |
| Skrzydłowe                                                                       | Agnieszka Jochymek (12/11) • Monika Migała (21/63) • Aneta Piekarz (18/25) • Kaja Załęczna (23/73)                                                                                            |
| Obrotowe                                                                         | Vanessa Jelic (31/54) • Aleksandra Paluch (17/27) • Agnieszka Ziółkowska (9/14) |